# Consiglio di amministrazione (ordinamento italiano)
Il consiglio di amministrazione (abbreviato C.d.A.), nell'ordinamento giuridico italiano, è l'organo collegiale al quale è affidata la gestione delle società di capitali, ossia società per azioni, a responsabilità limitata e in accomandita per azioni, nonché delle società cooperative.
Un organo così denominato è presente anche in alcuni enti e amministrazioni pubbliche (come, ad esempio, nelle università), talvolta con un ruolo analogo a quello del consiglio di amministrazione delle società per azioni, altre volte con attribuzioni più limitate.

## Società per azioni
La normativa relativa agli amministratori delle società per azioni è dettata dal Titolo V del Libro V del Codice Civile che la disciplina agli artt. 2380 - 2409 novesdeciem.
Dopo la riforma del diritto societario introdotta dal D.Lgs. 17 gennaio 2003, n. 6 entrato in vigore il 1º gennaio 2004, gli statuti delle società per azioni possono optare fra tre sistemi di amministrazione e controllo:
- il sistema tradizionale, che si applica in mancanza di diversa scelta statutaria, nel quale esistono un organo di gestione, il consiglio di amministrazione o l'amministratore unico, e un organo di controllo, il collegio sindacale, entrambi eletti dall'assemblea dei soci;
- il sistema monistico, nel quale le funzioni di gestione sono attribuite al consiglio di amministrazione, eletto dall'assemblea dei soci, e quelle di controllo ad un comitato eletto al suo interno;
- il sistema dualistico, nel quale le funzioni di controllo sono attribuite al consiglio di sorveglianza, eletto dall'assemblea dei soci, e quelle di gestione al consiglio di gestione, eletto dal precedente.

Nel seguito si descriveranno il sistema tradizionale nonché le varianti che rispetto allo stesso comporta il sistema monistico.

### Amministratori
La gestione dell'impresa spetta esclusivamente agli amministratori, i quali compiono le operazioni necessarie per l'attuazione dell'oggetto sociale. L'amministrazione della società può essere affidata anche a non soci. Quando è affidata a più persone, queste costituiscono il consiglio di amministrazione. Il loro numero è stabilito dallo statuto; tuttavia, se lo statuto ne indica solamente il numero massimo e minimo, la determinazione spetta all'assemblea dei soci.
Il potere di rappresentanza - ossia di compiere atti giuridici che impegnano la società verso l'esterno - è attribuito agli amministratori dallo statuto o dalla deliberazione di nomina ed è generale. Lo statuto, la deliberazione di nomina o quella di delega possono però limitare i poteri di gestione o di rappresentanza, prevedendo anche una dissociazione tra rappresentanza generale (attribuita, ad esempio, al presidente) e poteri di gestione (attribuiti, ad esempio, al consiglio di amministrazione, al comitato esecutivo o agli amministratori delegati). Tali limitazioni, tuttavia, non sono opponibili ai terzi, anche se pubblicate, salvo si provi che questi hanno intenzionalmente agito a danno della società (cosiddetta exceptio doli). Gli atti che eccedono tali limiti, dunque, così come quelli compiuti dall'amministratore munito del potere di rappresentanza ma privo del potere di gestione, sono validi e impegnativi nei rapporti esterni; nei rapporti interni, invece, sono rilevanti per l'azione di responsabilità oltre quale giusta causa di revoca e quale motivo di denuncia al collegio sindacale o all'autorità giudiziaria.
I compensi spettanti ai membri del consiglio di amministrazione e del comitato esecutivo sono stabiliti all'atto della nomina o dall'assemblea e possono essere costituiti, in tutto o in parte, da partecipazioni agli utili o dall'attribuzione del diritto di sottoscrivere a prezzo predeterminato azioni di futura emissione (cosiddetta stock option). La remunerazione degli amministratori investiti di particolari cariche in conformità dello statuto è stabilita dal consiglio di amministrazione, sentito il parere del collegio sindacale.

### Nomina e revoca degli amministratori
Non può essere nominato amministratore, e se nominato decade dal suo ufficio, l'interdetto, l'inabilitato, il fallito, o chi è stato condannato ad una pena che importa l'interdizione, anche temporanea, dai pubblici uffici o l'incapacità ad esercitare uffici direttivi. Per le società operanti in alcuni specifici settori è inoltre richiesta la cittadinanza italiana (o altra cittadinanza equiparata per legge a quella italiana, come quella sammarinese o quelle di altri stati membri dell'Unione europea). Lo statuto può subordinare l'assunzione della carica di amministratore al possesso di speciali requisiti di onorabilità, professionalità ed indipendenza, anche con riferimento ai requisiti al riguardo previsti da codici di comportamento redatti da associazioni di categoria o da società di gestione di mercati regolamentati.
La nomina degli amministratori spetta all'assemblea dei soci (fatta eccezione per i primi amministratori, che sono nominati nell'atto costitutivo). Tuttavia se lo stato o altri enti pubblici hanno partecipazioni nella società, lo statuto gli può conferire la facoltà di nominare uno o più amministratori o sindaci. Gli amministratori non possono essere nominati per un periodo superiore a tre esercizi ma sono rieleggibili, salvo diversa disposizione dello statuto.
Se nel corso dell'esercizio vengono a mancare uno o più amministratori, gli altri provvedono a sostituirli con deliberazione approvata dal collegio sindacale, purché la maggioranza sia sempre costituita da amministratori nominati dall'assemblea; gli amministratori così nominati restano in carica fino alla prossima assemblea. Se viene meno la maggioranza degli amministratori nominati dall'assemblea, quelli rimasti in carica o, in mancanza, il collegio sindacale devono convocare l'assemblea perché provveda alla sostituzione dei mancanti.
Gli amministratori sono revocabili dall'assemblea in qualunque tempo, anche se nominati nell'atto costitutivo, salvo il diritto dell'amministratore al risarcimento dei danni, se la revoca avviene senza giusta causa (dunque l'assenza di giusta causa determina l'illiceità della revoca ma non la sua invalidità). Gli amministratori e i sindaci nominati direttamente dallo stato o da altro ente pubblico, a norma dello statuto, possono essere revocati soltanto dagli enti che li hanno nominati.

### Doveri e responsabilità degli amministratori
Gli amministratori non possono assumere la qualità di soci illimitatamente responsabili in società concorrenti, né esercitare un'attività concorrente per conto proprio o di terzi, né essere amministratori o direttori generali in società concorrenti, salvo autorizzazione dell'assemblea. Per l'inosservanza di tale divieto l'amministratore può essere revocato dall'ufficio e risponde dei danni.
L'amministratore deve dare notizia agli altri amministratori e al collegio sindacale di ogni interesse che, per conto proprio o di terzi, abbia in una determinata operazione della società; se si tratta di amministratore delegato, deve altresì astenersi dal compiere l'operazione, investendo della stessa l'organo collegiale; se si tratta di amministratore unico, deve darne notizia anche alla prima assemblea utile. In questi casi la deliberazione del consiglio di amministrazione deve adeguatamente motivare le ragioni e la convenienza per la società dell'operazione. In caso di inosservanza di tali doveri o di deliberazione del consiglio o del comitato esecutivo adottata con il voto determinante dell'amministratore interessato, la deliberazione stessa, qualora possa recare danno alla società può essere impugnata dagli amministratori e dal collegio sindacale entro novanta giorni dalla sua data, fatti in ogni caso salvi i diritti acquistati in buona fede dai terzi in base ad atti compiuti in esecuzione della deliberazione.
Gli amministratori devono adempiere i doveri ad essi imposti dalla legge e dallo statuto con la diligenza richiesta dalla natura dell'incarico e dalle loro specifiche competenze. Essi sono solidalmente responsabili verso la società dei danni derivanti dall'inosservanza di tali doveri, a meno che si tratti di attribuzioni proprie del comitato esecutivo o di funzioni in concreto attribuite ad uno o più amministratori. La responsabilità per gli atti o le omissioni degli amministratori non si estende coloro che, essendo immuni da colpa, hanno fatto annotare senza ritardo il loro dissenso nel libro delle adunanze e delle deliberazioni del consiglio, dandone immediata notizia per iscritto al presidente del collegio sindacale.
L'azione di responsabilità contro gli amministratori è promossa in seguito a deliberazione dell'assemblea; può anche essere promossa a seguito di deliberazione del collegio sindacale, assunta con la maggioranza dei due terzi dei suoi componenti; deve comunque essere esercitata entro cinque anni dalla cessazione dell'amministratore dalla carica. La deliberazione dell'azione di responsabilità importa la revoca dall'ufficio degli amministratori contro cui è proposta, purché sia presa con il voto favorevole di almeno un quinto del capitale sociale. L'azione sociale di responsabilità può essere esercitata anche dai soci che rappresentino almeno un quinto del capitale sociale o la diversa misura prevista nello statuto, comunque non superiore al terzo; tuttavia, nelle società che fanno ricorso al mercato del capitale di rischio, l'azione può essere esercitata dai soci che rappresentino un quarantesimo del capitale sociale o la minore misura prevista nello statuto.

### Presidente del consiglio di amministrazione
Il consiglio di amministrazione sceglie tra i suoi componenti il presidente, se non è direttamente nominato dall'assemblea dei soci. Il presidente, specie nelle società più grandi, può essere affiancato da uno o più vicepresidenti (figure, peraltro, non previste dalla legge).
Salvo diversa previsione dello statuto, il presidente convoca il consiglio di amministrazione, ne fissa l'ordine del giorno, ne coordina i lavori e provvede affinché adeguate informazioni sulle materie iscritte all'ordine del giorno vengano fornite a tutti i consiglieri.

### Funzionamento del consiglio di amministrazione
Per la validità delle deliberazioni del consiglio di amministrazione è necessaria la presenza della maggioranza degli amministratori in carica, quando lo statuto non richiede un maggior numero di presenti. Lo statuto può prevedere che la presenza alle riunioni del consiglio avvenga anche mediante mezzi di telecomunicazione (ad esempio, videoconferenza).
Le deliberazioni del consiglio di amministrazione sono prese a maggioranza assoluta dei presenti, salvo diversa disposizione dello statuto. Il voto non può essere dato per rappresentanza.
Le deliberazioni che non sono prese in conformità della legge o dello statuto possono essere impugnate solo dal collegio sindacale e dagli amministratori assenti o dissenzienti entro novanta giorni dalla data della deliberazione. 

### Organi delegati
Se lo statuto o l'assemblea lo consentono, il consiglio di amministrazione può delegare proprie attribuzioni ad un comitato esecutivo, composto da alcuni dei suoi componenti, o ad uno o più dei suoi componenti (amministratori delegati).
In tal caso il consiglio determina il contenuto, i limiti e le eventuali modalità di esercizio della delega; può sempre impartire direttive agli organi delegati e avocare a sé operazioni rientranti nella delega. Sulla base delle informazioni ricevute valuta l'adeguatezza dell'assetto organizzativo, amministrativo e contabile della società; esamina i piani strategici, industriali e finanziari della società, se predisposti; valuta, sulla base della relazione degli organi delegati, il generale andamento della gestione. Gli amministratori sono comunque tenuti ad agire in modo informato; ciascun amministratore può chiedere agli organi delegati che in consiglio siano fornite informazioni relative alla gestione della società.
Gli organi delegati curano che l'assetto organizzativo, amministrativo e contabile sia adeguato alla natura e alle dimensioni dell'impresa e riferiscono al consiglio di amministrazione e al collegio sindacale, con la periodicità fissata dallo statuto e in ogni caso almeno ogni sei mesi, sul generale andamento della gestione e sulla sua prevedibile evoluzione nonché sulle operazioni di maggior rilievo, per le loro dimensioni o caratteristiche, effettuate dalla società e dalle sue controllate.
Non possono essere delegate:
- la facoltà di emettere obbligazioni convertibili;
- la redazione del bilancio di esercizio;
- la facoltà di aumentare il capitale sociale;
- gli adempimenti relativi alla riduzione del capitale sociale per perdite;
- la redazione del progetto di fusione con altre società;
- la redazione del progetto di scissione della società.

### Sistema monistico
Nel sistema monistico l'amministrazione ed il controllo sono esercitati rispettivamente dal consiglio di amministrazione e da un comitato costituito al suo interno (comitato per il controllo sulla gestione), che sostituisce il collegio sindacale.
Almeno un terzo dei componenti del consiglio di amministrazione deve essere in possesso dei requisiti di indipendenza stabiliti per i sindaci e, se lo statuto lo prevede, di quelli previsti da codici di comportamento redatti da associazioni di categoria o da società di gestione di mercati regolamentati (sono i cosiddetti amministratori indipendenti). Al momento della nomina dei componenti del consiglio di amministrazione e prima dell'accettazione dell'incarico, sono resi noti all'assemblea gli incarichi di amministrazione e di controllo da essi ricoperti presso altre società.
Salvo diversa disposizione dello statuto, la determinazione del numero e la nomina dei componenti del comitato per il controllo sulla gestione spetta al consiglio di amministrazione. Nelle società che fanno ricorso al mercato del capitale di rischio il numero dei componenti del comitato non può essere inferiore a tre. Il comitato è composto da amministratori indipendenti, che non siano membri del comitato esecutivo ed ai quali non siano attribuite deleghe o particolari cariche e comunque non svolgano, anche di mero fatto, funzioni attinenti alla gestione dell'impresa sociale o di società che la controllano o ne sono controllate. Almeno uno dei componenti del comitato per il controllo sulla gestione deve essere scelto fra gli iscritti nel registro dei revisori contabili.
Il comitato per il controllo sulla gestione elegge al suo interno, a maggioranza assoluta dei suoi membri, il presidente. Vigila sull'adeguatezza della struttura organizzativa della società, del sistema di controllo interno e del sistema amministrativo e contabile, nonché sulla sua idoneità a rappresentare correttamente i fatti di gestione. Svolge gli ulteriori compiti affidatigli dal consiglio di amministrazione con particolare riguardo ai rapporti con i soggetti incaricati del controllo contabile.

## Altre società

### Società in accomandita per azioni
Le norme sull'amministrazione della società per azioni sono applicabili, con alcune deroghe, alla società in accomandita per azioni. La relativa disciplina è contenuta negli artt. 2454-2458 del Codice civile.
Nella società in accomandita per azioni i soci accomandatari, indicati nell'atto costitutivo, oltre rispondere solidalmente e illimitatamente per le obbligazioni sociali, sono di diritto amministratori e sono soggetti agli obblighi degli amministratori della società per azioni.
La revoca degli amministratori deve essere deliberata con la maggioranza prescritta per le deliberazioni dell'assemblea straordinaria della società per azioni; se avviene senza giusta causa, l'amministratore revocato ha diritto al risarcimento dei danni.
L'assemblea, con la stessa maggioranza, provvede a sostituire l'amministratore che, per qualunque causa, ha cessato dal suo ufficio; la nomina deve essere approvata dagli amministratori rimasti in carica. Il nuovo amministratore assume la qualità di socio accomandatario dal momento dell'accettazione della nomina. In caso di cessazione dall'ufficio di tutti gli amministratori, la società si scioglie se nel termine di centottanta giorni non si è provveduto alla loro sostituzione e i sostituti non hanno accettato la carica.

### Società cooperative
Secondo l'art. 2519 del Codice civile alle società cooperative, in mancanza di disposizioni specifiche, si applicano in quanto compatibili le disposizioni sull'amministrazione delle società per azioni (l'atto costitutivo può però prevedere che trovino applicazione, in quanto compatibili, le norme sulla società a responsabilità limitata, se la cooperativa ha un numero di soci cooperatori inferiore a venti ovvero con un attivo dello stato patrimoniale non superiore ad un milione di euro).
L'art. 2542 del Codice civile detta alcune disposizioni specifiche relative al consiglio di amministrazione delle cooperative, stabilendo che:
- la maggioranza degli amministratori deve essere scelta tra i soci cooperatori o, se sono persone giuridiche, tra le persone fisiche da esse indicate;
- l'atto costitutivo può prevedere che uno o più amministratori siano scelti tra gli appartenenti alle diverse categorie di soci, in proporzione dell'interesse che ciascuna categoria ha nell'attività sociale. In ogni caso, ai possessori di strumenti finanziari non può essere attribuito il diritto di eleggere più di un terzo degli amministratori;
- la nomina di uno o più amministratori può essere attribuita dall'atto costitutivo allo Stato o ad altri enti pubblici. In ogni caso, la nomina della maggioranza degli amministratori deve essere riservata all'assemblea.

## Università
Il Consiglio di Amministrazione è anche un organo collegiale di governo dell'università in Italia; esso svolge funzioni di indirizzo strategico, di programmazione finanziaria e del personale, di vigilanza e controllo sull'attività amministrativa, sulla sostenibilità finanziaria e sulla situazione economico-patrimoniale delle università italiane, la sua composizione è variata nel corso degli anni sulla base di vari interventi normativi.

## Partecipazione dei lavoratori
Nel 2024 la CISL di Luigi Sbarra ha presentato un disegno di legge sulla partecipazione dei lavoratori dipendenti ai consigli di amministrazione delle imprese, del sostenuto dal Governo Meloni. La norma rivoluzionerebbe il sistema di relazioni industriali italiano, tradizione basato di un rapporto conflittuale tra datori e organizzazioni sindacali.